# Le Mont-Saint-Adrien
Le Mont-Saint-Adrien là một xã thuộc tỉnh Oise trong vùng Hauts-de-France phía bắc nước Pháp. Xã này nằm ở khu vực có độ cao trung bình 172 mét trên mực nước biển.